# Mesoplodon peruvianus
Mesoplodon peruvianus är en däggdjursart som beskrevs av Reyes, Mead och Van Waerebeek 1991. Mesoplodon peruvianus ingår i släktet Mesoplodon och familjen näbbvalar. IUCN kategoriserar arten globalt som otillräckligt studerad. Inga underarter finns listade i Catalogue of Life.
Vuxna exemplar blir cirka fyra meter långa. Som hos andra släktmedlemmar liknar kroppen en skyttel i formen och svansen är påfallande tjock. Artens näbb är ganska kort för släktet. Mesoplodon peruvianus kännetecknas av mörkgrå ovansida och ljusare undersida. Arten har liten och trekantig ryggfena. Typiskt är även små tänder. Tändernas tvärsnitt liknar ett gg i formen.
Arten förekommer i Stilla havet väster om Amerika från Mexiko i norr till norra Chile i syd. Den lever i djupare havsområden bakom kontinentalsockeln. Denna näbbval äter fiskar, bläckfiskar och kräftdjur.